# En L'An 2000

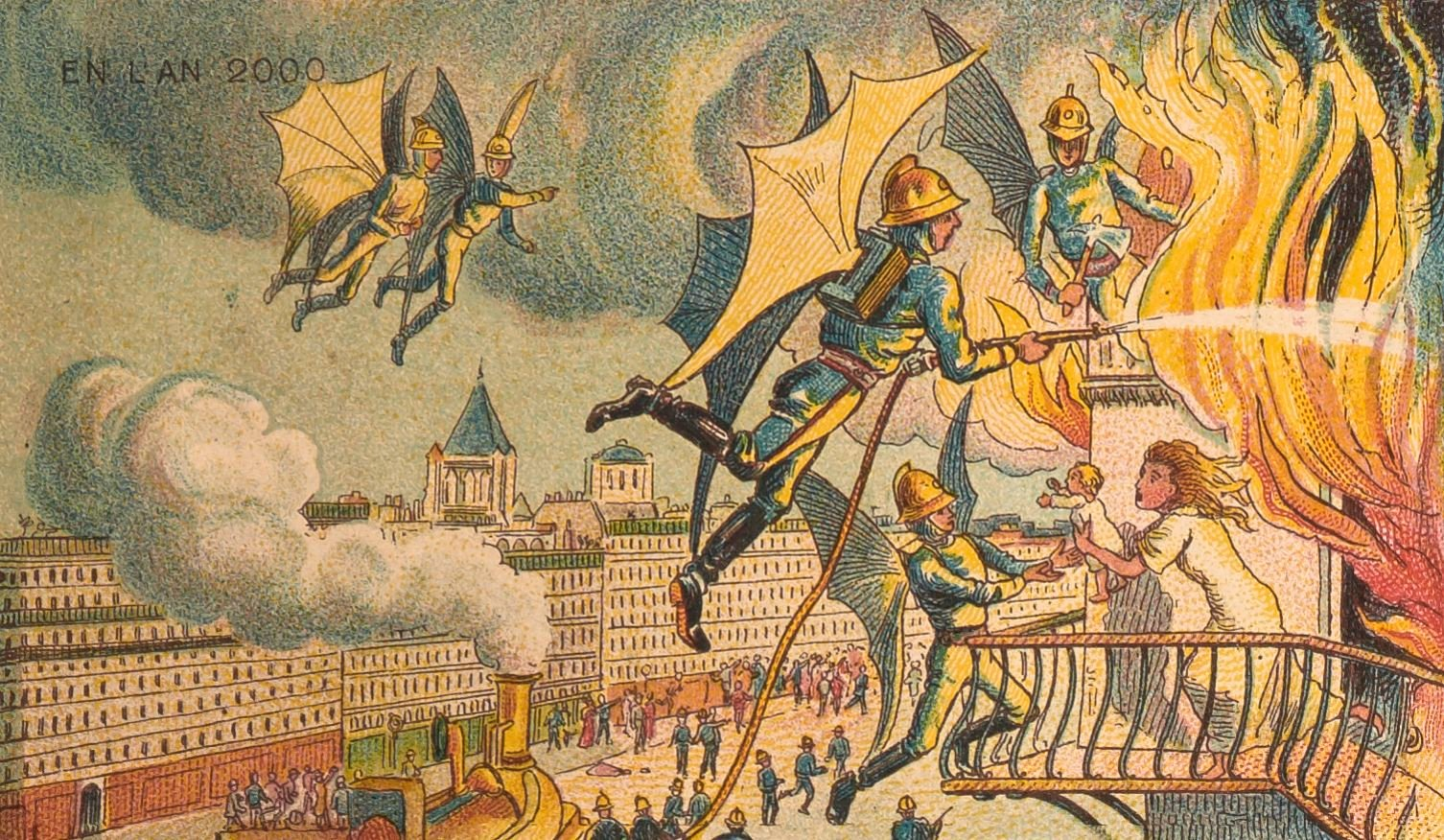
空飛ぶ消防士

En L'An 2000 は、2000年の世界を予想したフランスの未来予想図である。
20世紀の到来を記念する取り組みとして、商業画家ジャン・マルク・コテ (Jean-Marc Côté) や複数人の画家たちによって少なくとも87枚の予想図が制作された。
予想図はシガレットカードや絵はがきの形で、1899年、1900年、1901年、1910年の4度に渡って製作されたが、カード製造会社が倒産したため発売されることはなかった。最初の作品は1900年のパリ万博に向けて作られたものだった。
唯一現存しているのは、SF作家のアイザック・アシモフがパリの骨董品店で掘り起こした絵はがきで、彼はこの絵はがきについて書いたノンフィクション『過去カラ来タ未来』を出版している。

## ギャラリー

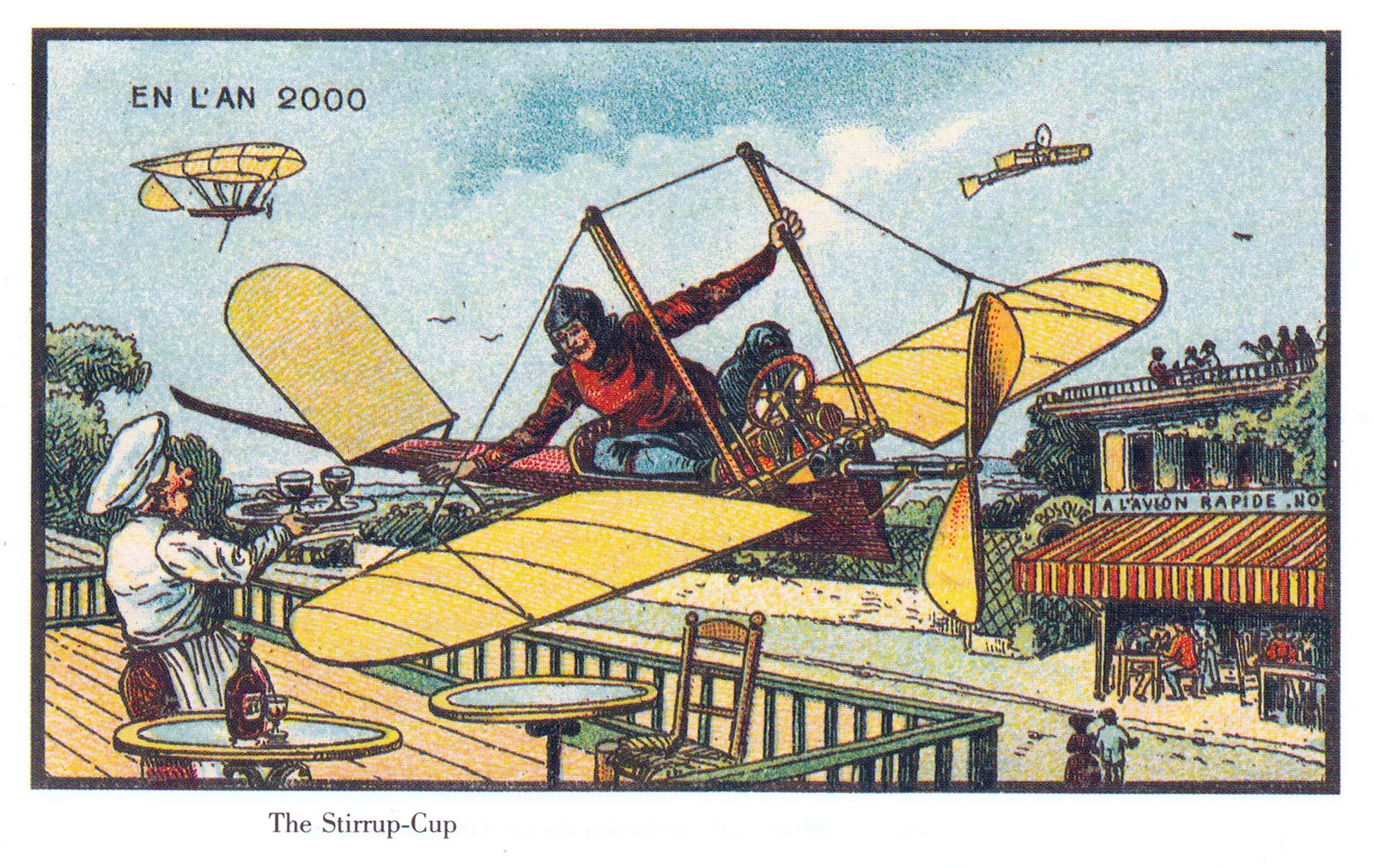
『The stirrup cup』
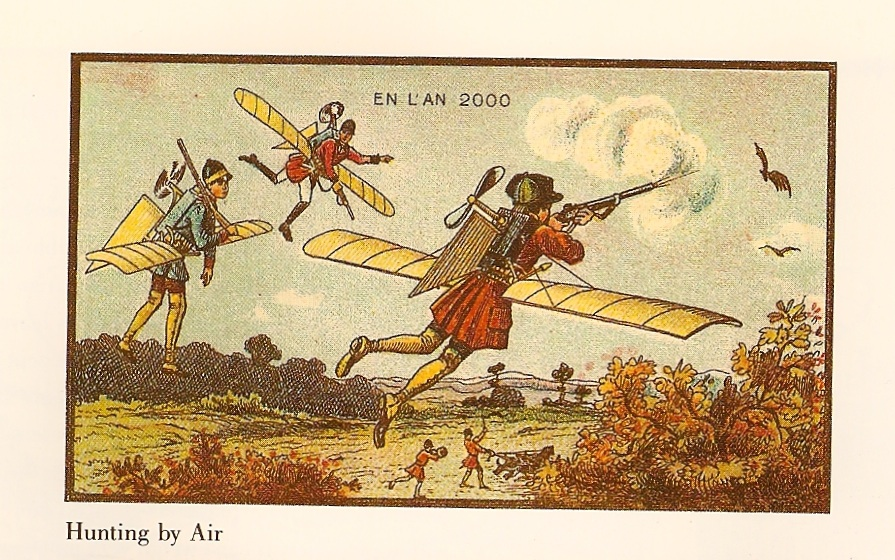
『Hunting  by Air』
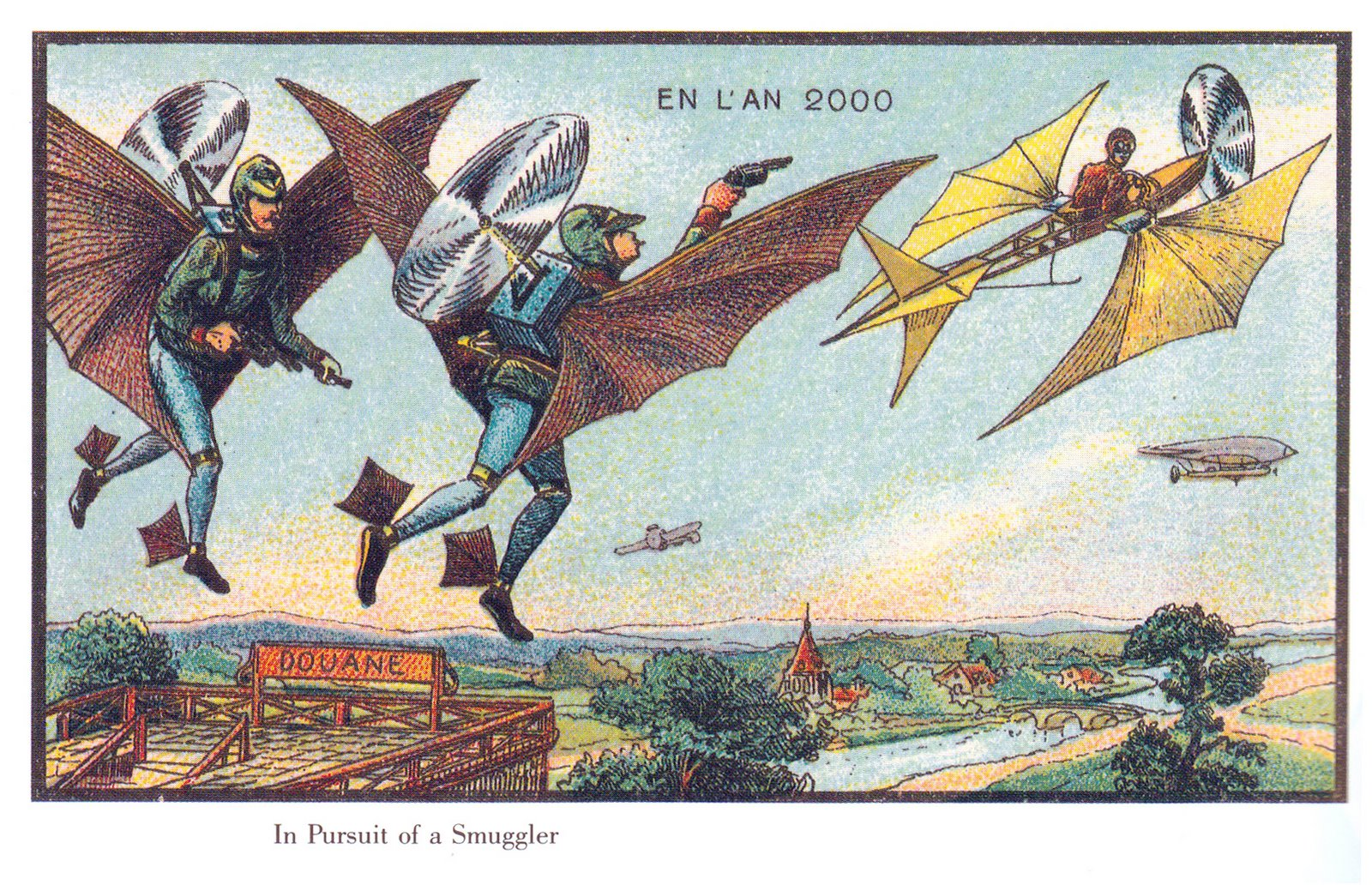
『In pursuit of a smuggler』
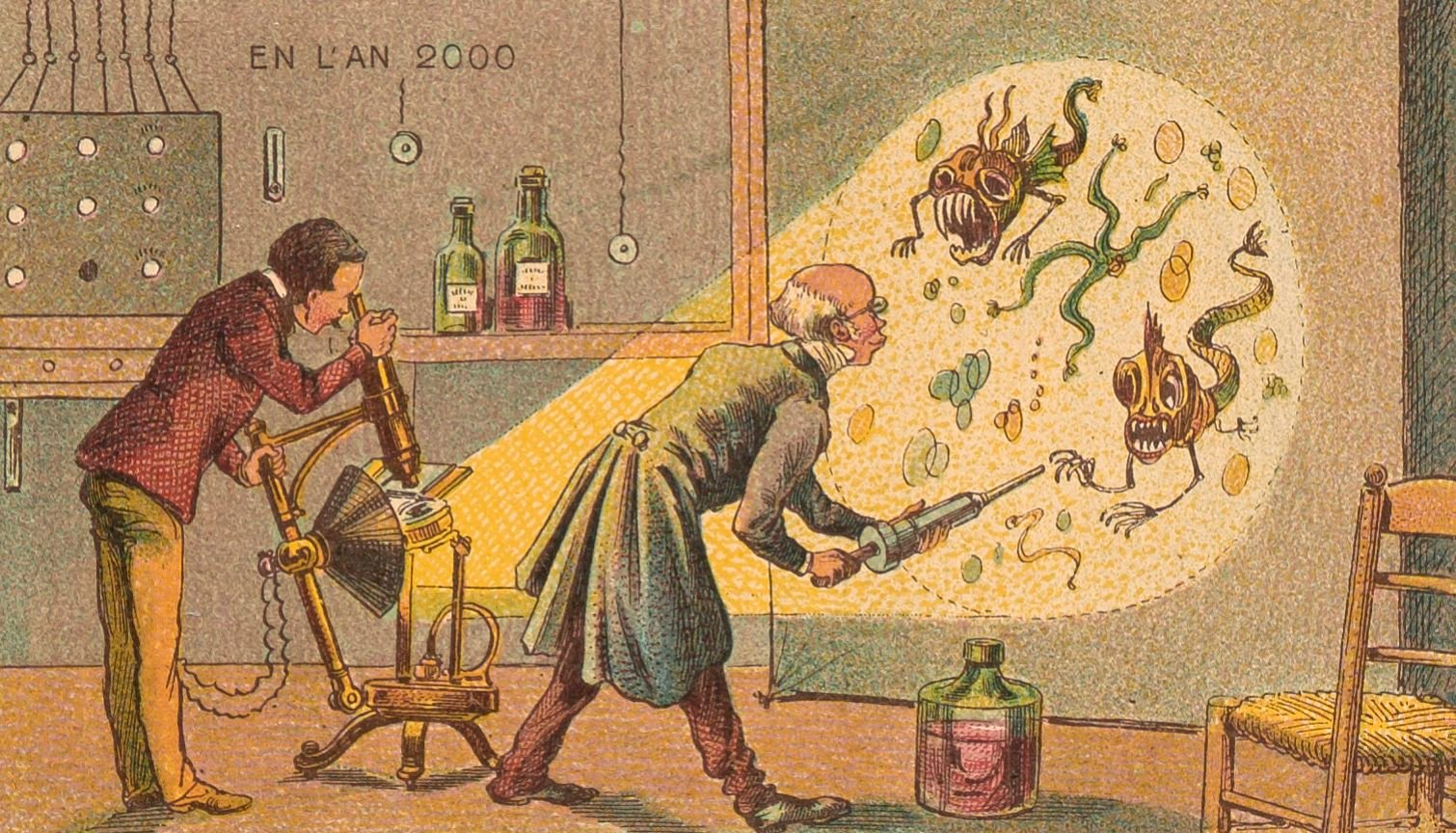
『Microbes』- 投影機能付きの顕微鏡が想像されたが、実際にはモニターなどが登場した[5]。
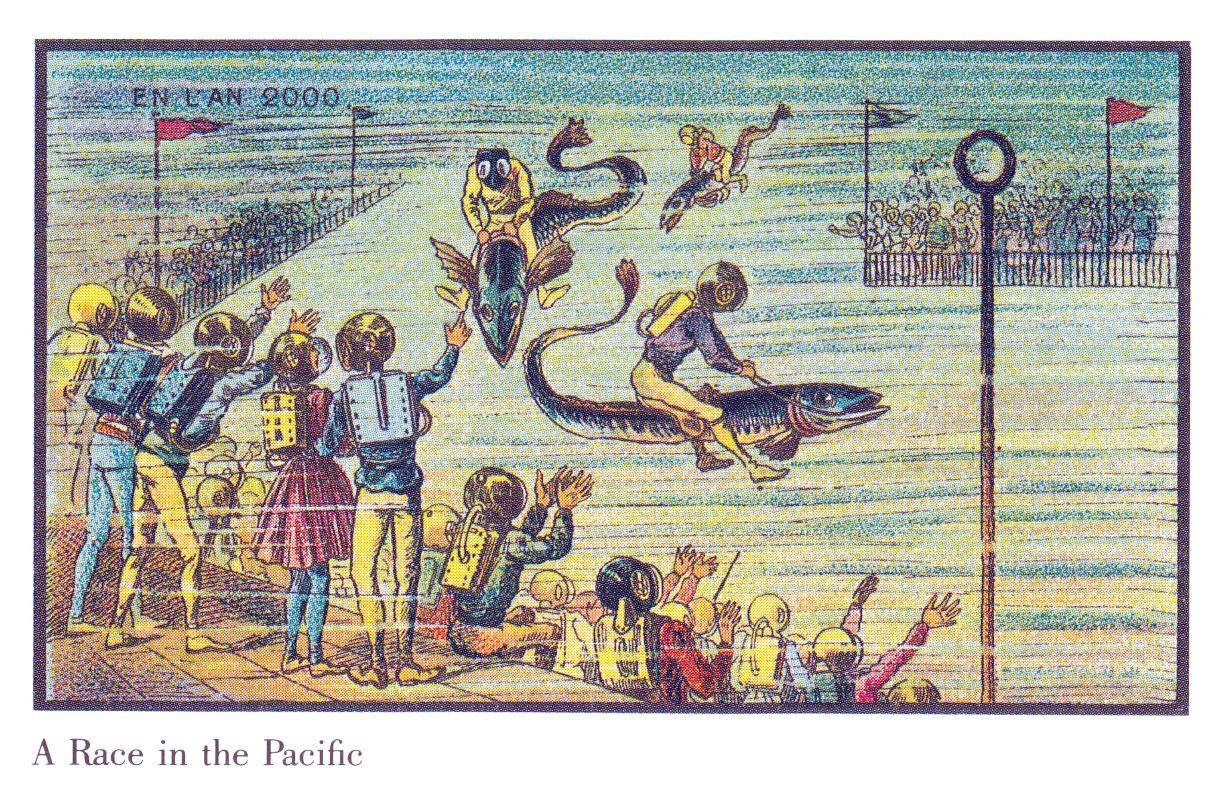
『A Race in the Pacific』
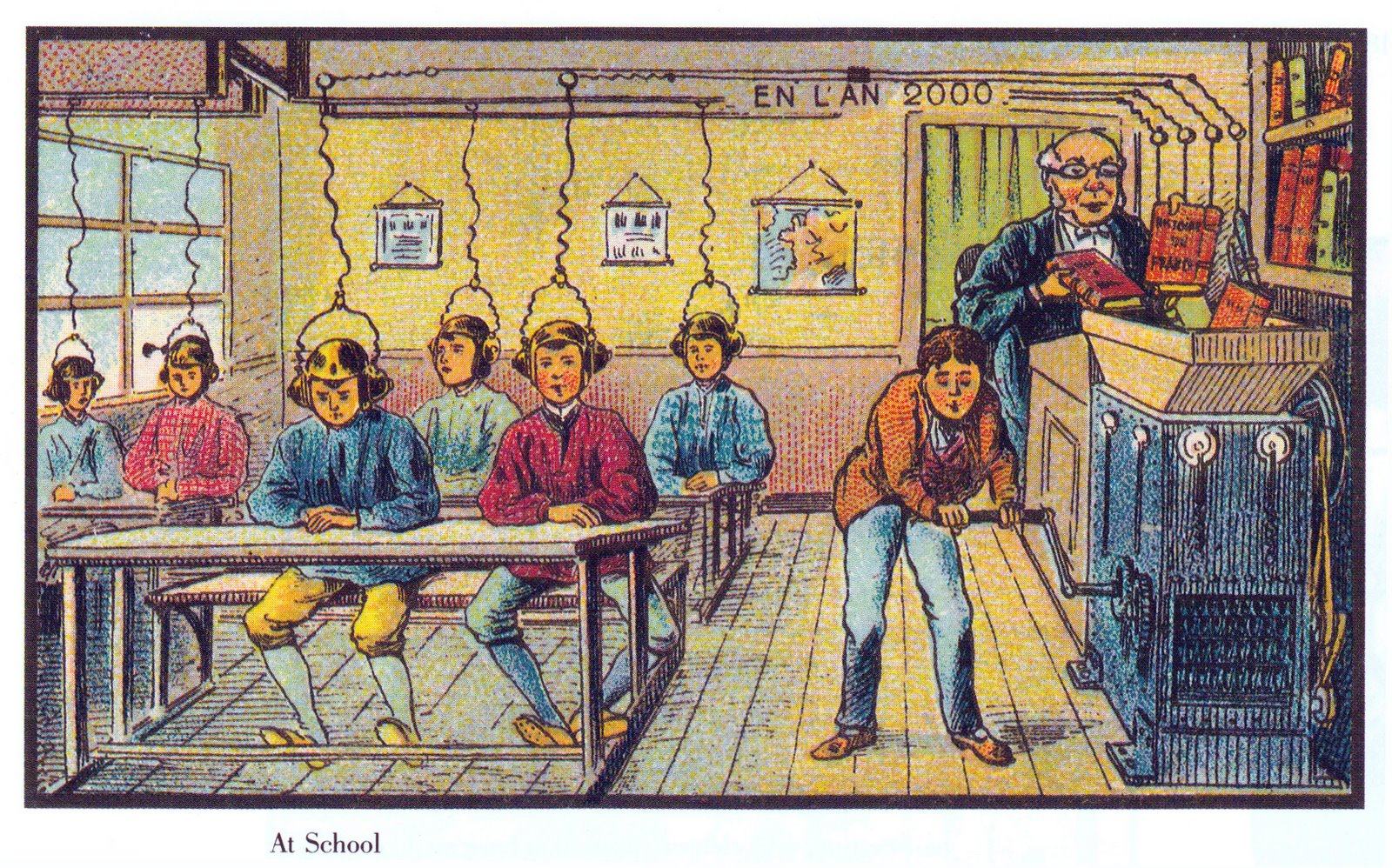
『学校にて』- 教科書の内容を直接脳に送る装置で学習する生徒たち[4]。
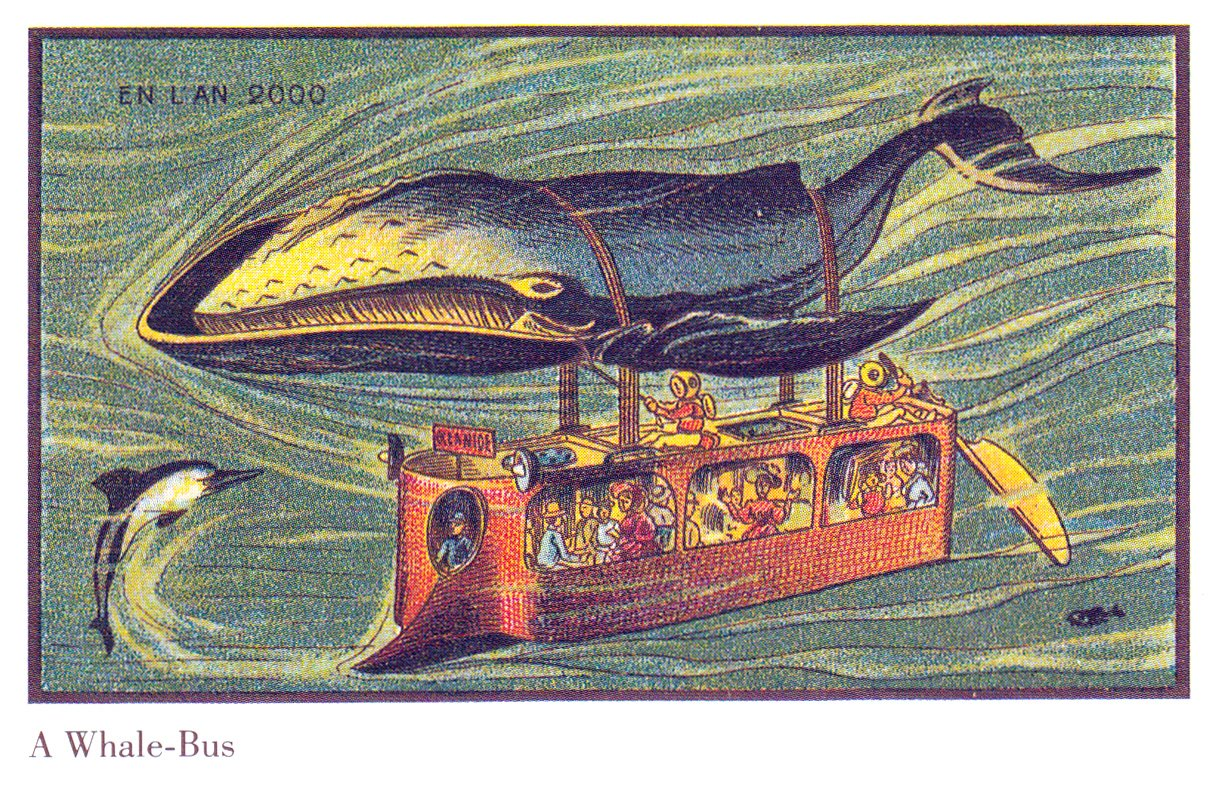
『クジラバス』- クジラを使った観光用か移動用の乗り物[4][7]。
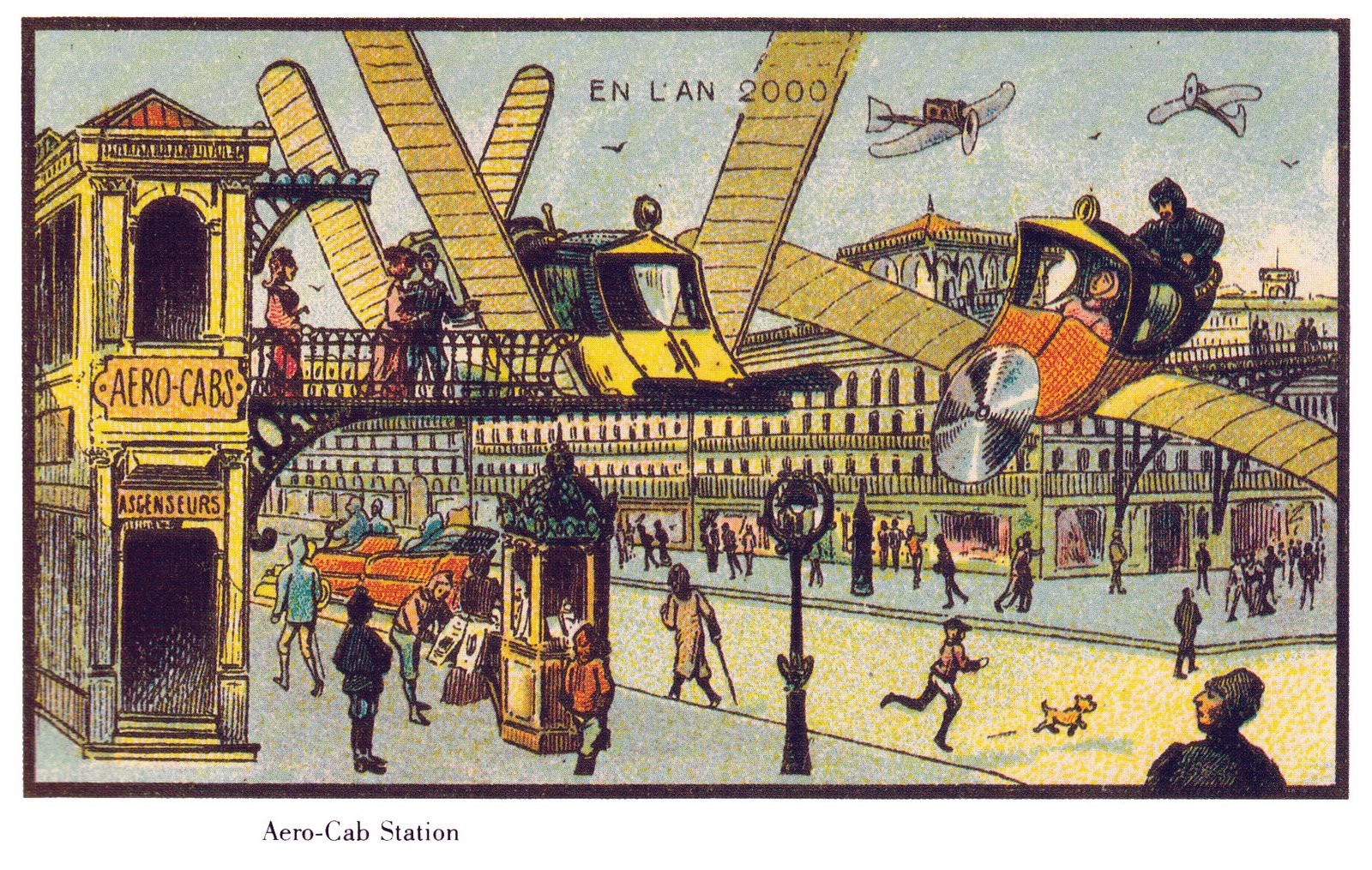
『エアタクシーステーション』- 空飛ぶタクシーの実現を予想したもの[8]。